# Fuente de Híspalis

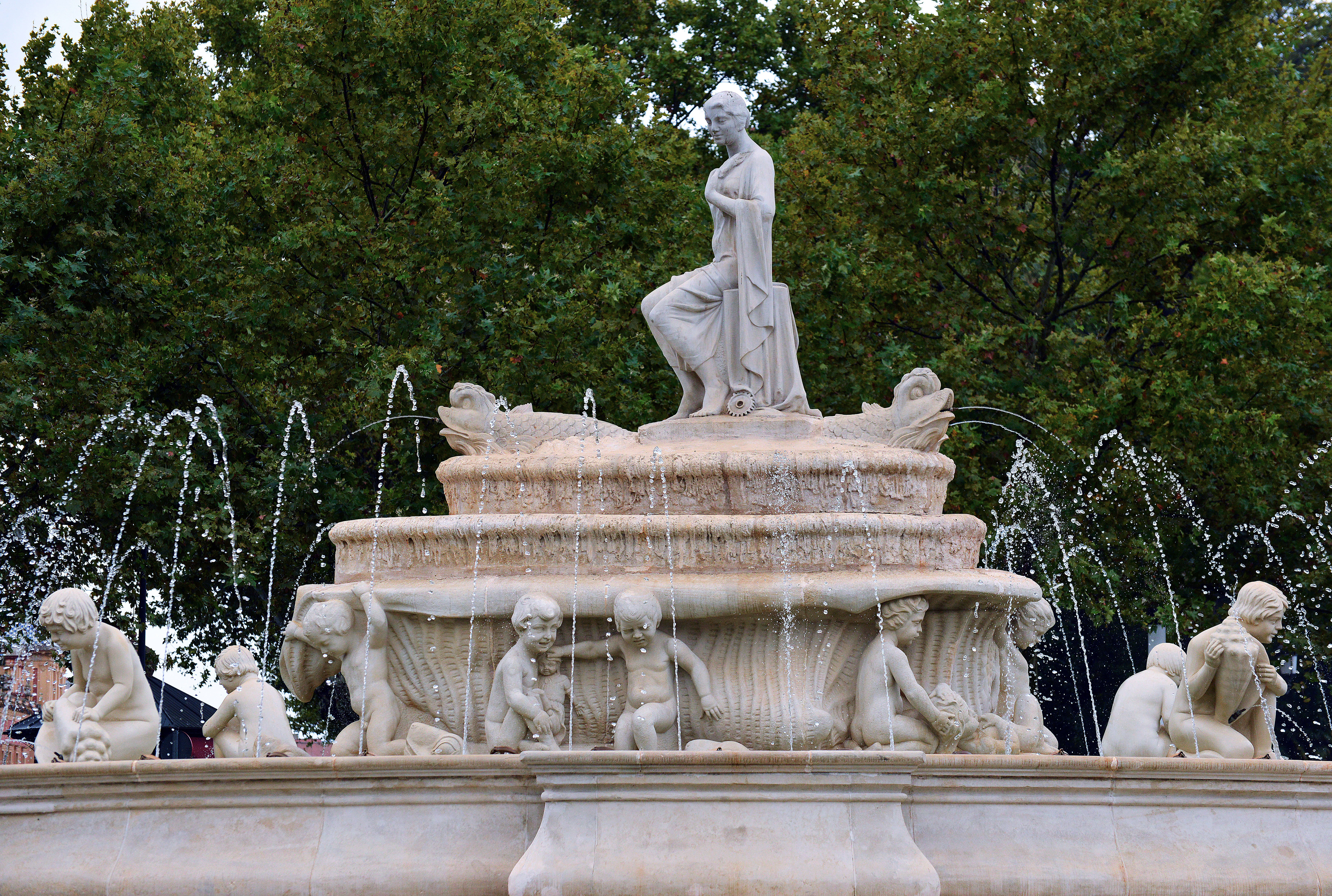
Primer plano de la fuente.

La Fuente de Híspalis, también llamada Fuente de Sevilla, es una fuente situada en la plaza Puerta de Jerez de la ciudad de Sevilla, Andalucía, España.

## Historia
La plaza se llama Puerta de Jerez porque en ella se encontraba una puerta de la muralla orientada al suroeste, hacia Jerez de la Frontera.
La fuente fue encargada por el Ayuntamiento en 1928 al escultor Manuel Delgado Brackenbury y diseñada por Juan Bautista Míguez Roca. Fue instalada en la plaza en 1929, el mismo año de la Exposición Iberoamericana de 1929. La fuente tiene esculturas que representan a la ciudad. La rueda dentada de la industria, el caduceo el comercio y unas hojas la agricultura. Una mujer con una túnica se encuentra sentada sobre una especie de grandes hojas de loto, sostenidas por figuras de niños desnudos, subidos a unas grandes tortugas. En el perímetro de la taza iban otros cuatro niños con caracolas de las que manaba agua.
En 1939 los cuatro niños (conocidos en su día como "los meones", aunque no estaban en esa posición) fueron retirados por orden del alcalde Eduardo Luca de Tena. En 2015 se realizaron unas copias del mismo tipo de piedra y fueron colocados de nuevo.
El Sevilla Fútbol Club suele celebrar aquí sus logros deportivos.